# 恐怖幽灵
《恐怖幽灵》（英語：The Frighteners）是一部1996年紐西蘭與美國合拍的喜剧恐怖片，彼得·杰克逊执导，劇本由杰克逊同他的妻子法蘭·華許共同負責。迈克尔·J·福克斯、特里尼·阿爾瓦拉多及約翰·阿斯廷主演。
《神通鬼大》也是福克斯在真人電影中的最後一部作品；福克斯接著在電視系列《城市大贏家》中主演了四年，直到因帕金森氏症而在2000年半退休為止。
该片為导演彼得·杰克逊的早期作品，很好的展现了彼得·杰克逊的个人风格，也让环球影业对他的剪辑能力印象深刻。该片雖然票房不佳，但却得到了评论界普遍的好评。

## 劇情
一位能够通灵的建筑师法蘭克·班尼斯特（迈克尔·J·福克斯饰）在妻子逝世后，利用自己的特异功能以“驱鬼”为名骗取钱财。然而，一个凶残的杀手的鬼魂从地狱逃了出来，杀害了小镇上许多人。而一连串的离奇死亡也引起了法蘭克的注意，于是为了挽救小镇上的居民，法蘭克与杀手的鬼魂展开了一番较量......

## 角色
- 迈克尔·J·福克斯 飾演 法蘭克·班尼斯特：妻子身亡後有了陰陽眼，利用自己的幾個鬼魂朋友製造靈異事件以驅鬼為名詐騙他人錢財，卻意外發現小鎮上確實有惡鬼在殺人......
- 特里尼·阿爾瓦拉多（英语：Trini Alvarado） 飾演 露西·林斯基醫生：剛搬到小鎮才三個月的女醫生。
- 彼得·多布森（英语：Peter Dobson） 飾演 雷·林斯基：露西的丈夫，後來遇害。
- 約翰·阿斯廷（英语：John Astin） 飾演 法官：法蘭克的鬼魂朋友之一。
- 迪伊·華勒斯-史壯（英语：Dee Wallace） 飾演 帕特里夏·安·布拉德利：連環殺手約翰尼的幫兇，因為當時年僅十五歲而被認定是精神失常判處監禁，直到五年前才被有條件釋放。
- 傑佛瑞·康布斯 飾演 特別探員米爾頓·達摩斯：小鎮出現多名死者後來到此處調查的FBI探員，認為法蘭克才是最近一連串兇案的真兇。
- 傑克·布希 飾演 約翰·查爾斯“約翰尼”巴特利特：過去在小鎮的醫院裡展開一場屠殺的連環殺手，後來遭判刑處決。
- R·李·爾米 飾演 海爾斯警長的鬼魂：在墓園用軍事化管理其他鬼魂的鬼魂。
- 契·麥克布萊德（英语：Chi McBride） 飾演 賽勒斯：法蘭克的鬼魂朋友之一。
- 吉姆·菲爾（英语：Jim Fyfe） 飾演 斯圖爾特：法蘭克的鬼魂朋友之一。
- 安吉拉·布朗菲爾德（英语：Angela Bloomfield） 飾演 黛布拉·班尼斯特：法蘭克的妻子，因一場車禍而逝世。
- 特洛伊·埃文斯（英语：Troy Evans (actor)） 飾演 警長華特·派瑞：小鎮的警長。
- 茱莉安娜·麥卡錫（英语：Julianna McCarthy） 飾演 布拉德利夫人：帕特里夏的母親。
- 伊莉莎白·霍桑（英语：Elizabeth Hawthorne） 飾演 瑪格達·里斯-瓊斯：小鎮的報社編輯。

## 發行

### 評價
《神通鬼大》得到了影評人普遍積極的評價。截至2014年6月，透過影評網站爛番茄收集的36篇評論中，有64%給予好評，平均分為6.2/10；該網站共識：「擁有頂尖的特效及彼得·傑克森驚人的導演能力，《神通鬼大》在視覺上十分醒目，但不協調。」
評論家克里斯托弗·努爾稱讚了這部電影，描述其為「《魔鬼剋星》與《雙峰》的混合體」。IGN的邁克爾·德魯克表示，雖然《神通鬼大》不會是傑克遜電影中的前五名，但形容它為「一個無害而有趣的黑色喜劇，令你百看不厭」。電影同時受到了紐西蘭影評人褒貶不一的評價。

### 票房
電影於美國的1,675個劇院發行，並在首映週末位居第五位，共收穫5,565,495美元，平均每場劇院3,335美元。最終全球累計29,359,216美元。《神通鬼大》之所以會成為票房炸彈，主要原因為《ID4星際終結者》的競爭。

### 家庭媒體
《神通鬼大》的DVD版本於1998年8月發布，但沒有包含任何特別收錄。

## 榮譽
- 第23屆（英语：23rd Saturn Awards）土星獎[11]
  - 最佳恐怖電影（英语：Doug Sweetland）（提名）
  - 最佳導演（英语：Saturn Award for Best Director）：彼得·傑克遜（提名）
  - 最佳編劇（英语：Saturn Award for Best Writing）：彼得·傑克遜、法蘭·華許（提名）
  - 最佳特效（英语：Saturn Award for Best Special Effects）（提名）
  - 最佳化妝（英语：Saturn Award for Best Make-up）：里克·貝克（提名）
  - 最佳音樂（英语：Saturn Award for Best Music）：丹尼·葉夫曼（提名）
  - 最佳男主角（英语：Saturn Award for Best Actor）：迈克尔·J·福克斯（提名）
  - 最佳男配角（英语：Saturn Award for Best Supporting Actor）：傑佛瑞·康布斯（提名）